# Dala-Floda
Dala-Floda är en tätort i Gagnefs kommun i Dalarna, som egentligen består av ett komplex av flera byar runt Floda kyrka och är centrum i Floda socken. 
Byarna som ingår i tätorten är Holsåker, Kyrkbyn, Syrholen, Bäckbyn, Svedjebyn, Sälje och Forsgärdet (med Station och Tallriset). Förutom Forsgärdet ligger samtliga på norra sidan av älven. Tidigare var Holsåker postort. Utanför tätorten ligger Mossel och Sälje (på norra sidan) samt Sunnanbyn och Hagen. Vid E16 i Dala Floda finns en dagvaruhandel med bensinmack. 
Västerdalsbanan passerar söder om samhället, vilket tidigare hade en station i sydvästra utkanten av Dala-Floda. Denna är sedan december 2011 nerlagd liksom resten av persontrafiken på banan.

## Namnet
Före 1905 och 1978–2007 hette orten Floda, men fick namnet Dala-Floda samtidigt med järnvägsstationen för att undvika förväxling med Floda i Lerums kommun. Detta ändrades 1977 tillbaka till endast Floda. Namnet Dala-Floda användes dock lokalt, liksom i bland annat vägverkets skyltning och som postort och det finns en intresseförening som arbetade för att detta namn skulle återfå sin officiella status, vilket också beviljades genom regeringsbeslut den 17 juli 2008. Tätorten var till 2015 namnsatt till Floda, därefter till Floda/Dala-Floda.

## Hängbroar
I Dala-Floda finns Kyrkälvbron, som Sveriges längsta trähängbro för biltrafik. Den byggdes år 1922 och ersatte en tidigare flottbro som förstördes vid översvämningen 1916. År 1980 raserades den vid en brand, men återuppbyggdes och invigdes av kungaparet 18 maj 1983.
Strax öster om Dala-Floda finns ytterligare en hängbro av trä. Den är avsedd för gång- och cykeltrafik och kallas i folkmun ”Gungbrona” eftersom den gungar kraftigt när man går över den.

## Befolkningsutveckling
| Befolkningsutvecklingen i Floda/Dala-Floda 1960–2020                          | Befolkningsutvecklingen i Floda/Dala-Floda 1960–2020 | Befolkningsutvecklingen i Floda/Dala-Floda 1960–2020 | Befolkningsutvecklingen i Floda/Dala-Floda 1960–2020 | Befolkningsutvecklingen i Floda/Dala-Floda 1960–2020 |
| ----------------------------------------------------------------------------- | ---------------------------------------------------- | ---------------------------------------------------- | ---------------------------------------------------- | ---------------------------------------------------- |
|                                                                               |                                                      |                                                      |                                                      |                                                      |
| År                                                                            |                                                      |                                                      | Folkmängd                                            | Areal (ha)                                           |
| 1960                                                                          | 1960                                                 |                                                      | 878                                                  |                                                      |
| 1965                                                                          | 1965                                                 |                                                      | 804                                                  |                                                      |
| 1970                                                                          | 1970                                                 |                                                      | 827                                                  |                                                      |
| 1975                                                                          | 1975                                                 |                                                      | 774                                                  |                                                      |
| 1980                                                                          | 1980                                                 |                                                      | 765                                                  |                                                      |
| 1990                                                                          | 1990                                                 |                                                      | 671                                                  | 195                                                  |
| 1995                                                                          | 1995                                                 |                                                      | 685                                                  | 198                                                  |
| 2000                                                                          | 2000                                                 |                                                      | 709                                                  | 198                                                  |
| 2005                                                                          | 2005                                                 |                                                      | 695                                                  | 198                                                  |
| 2010                                                                          | 2010                                                 |                                                      | 680                                                  | 197                                                  |
| 2015                                                                          | 2015                                                 |                                                      | 701                                                  | 234                                                  |
| 2018                                                                          | 2018                                                 |                                                      | 684                                                  |                                                      |
| 2019                                                                          | 2019                                                 |                                                      | 680                                                  |                                                      |
| 2020                                                                          | 2020                                                 |                                                      | 659                                                  | 242                                                  |
| Anm.: Namnändring 1980 från Dala-Floda till Floda, 2015 till Floda/dala-Floda |                                                      |                                                      |                                                      |                                                      |

## Bilder

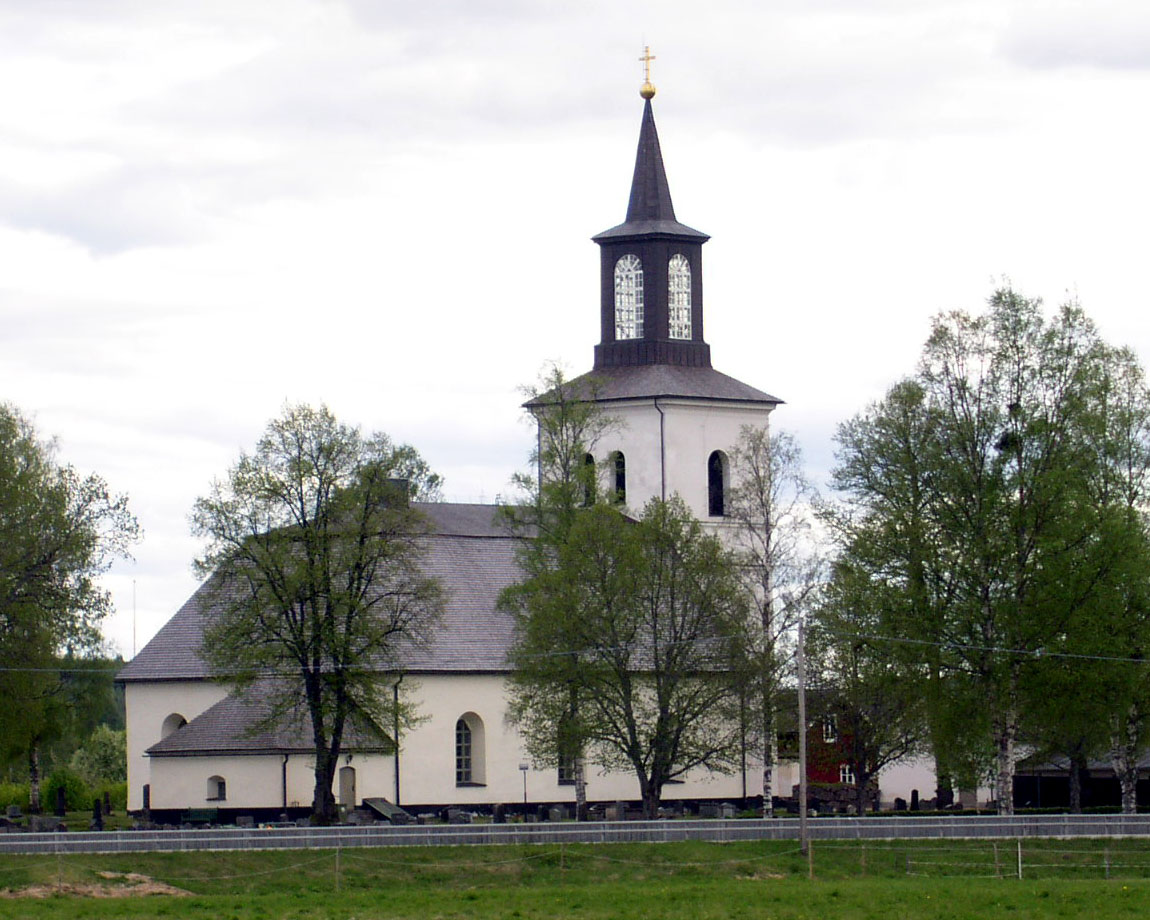
Floda kyrka (från norr)
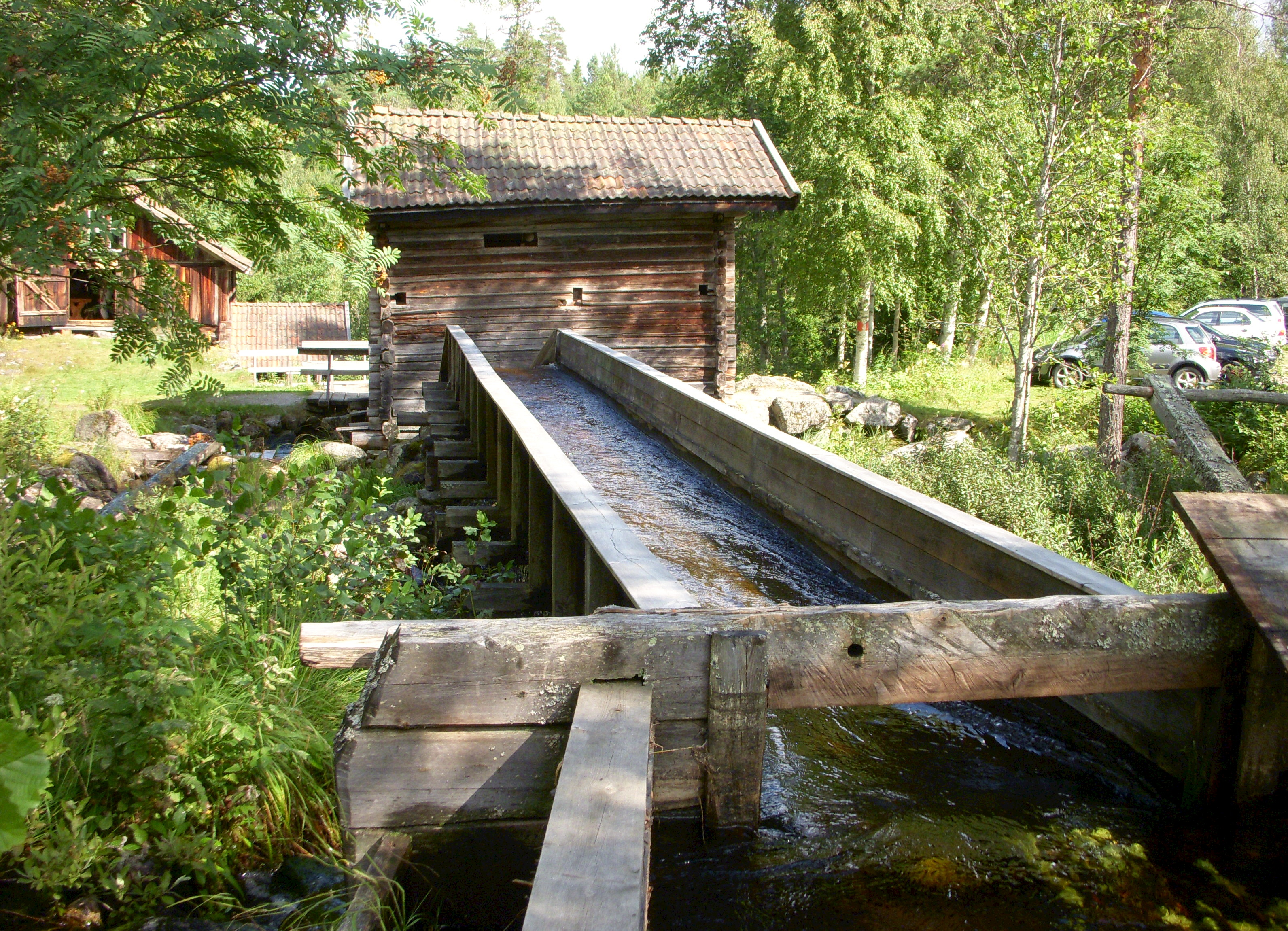
Kvarna
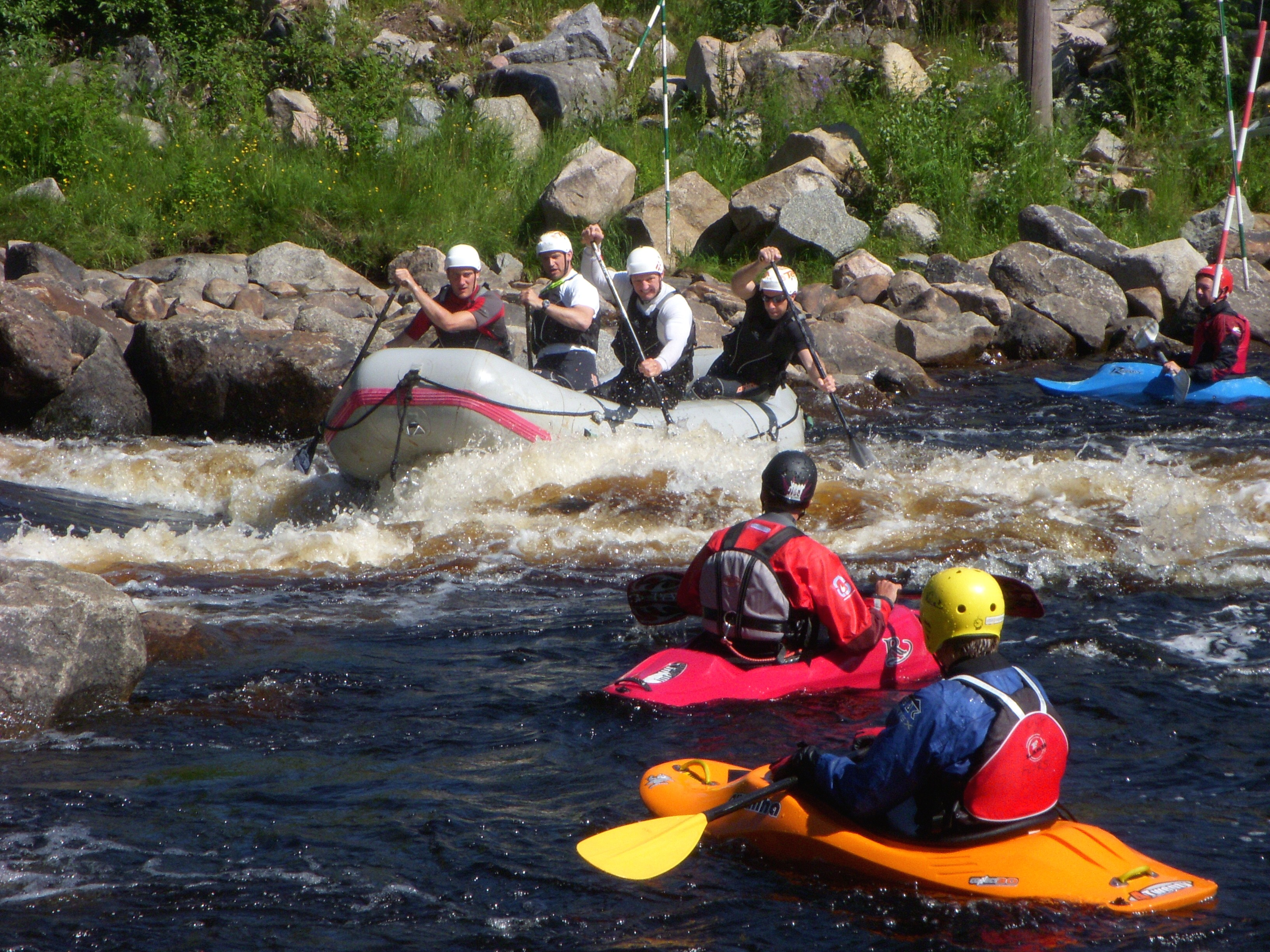
Forsränning i Västerdalälven
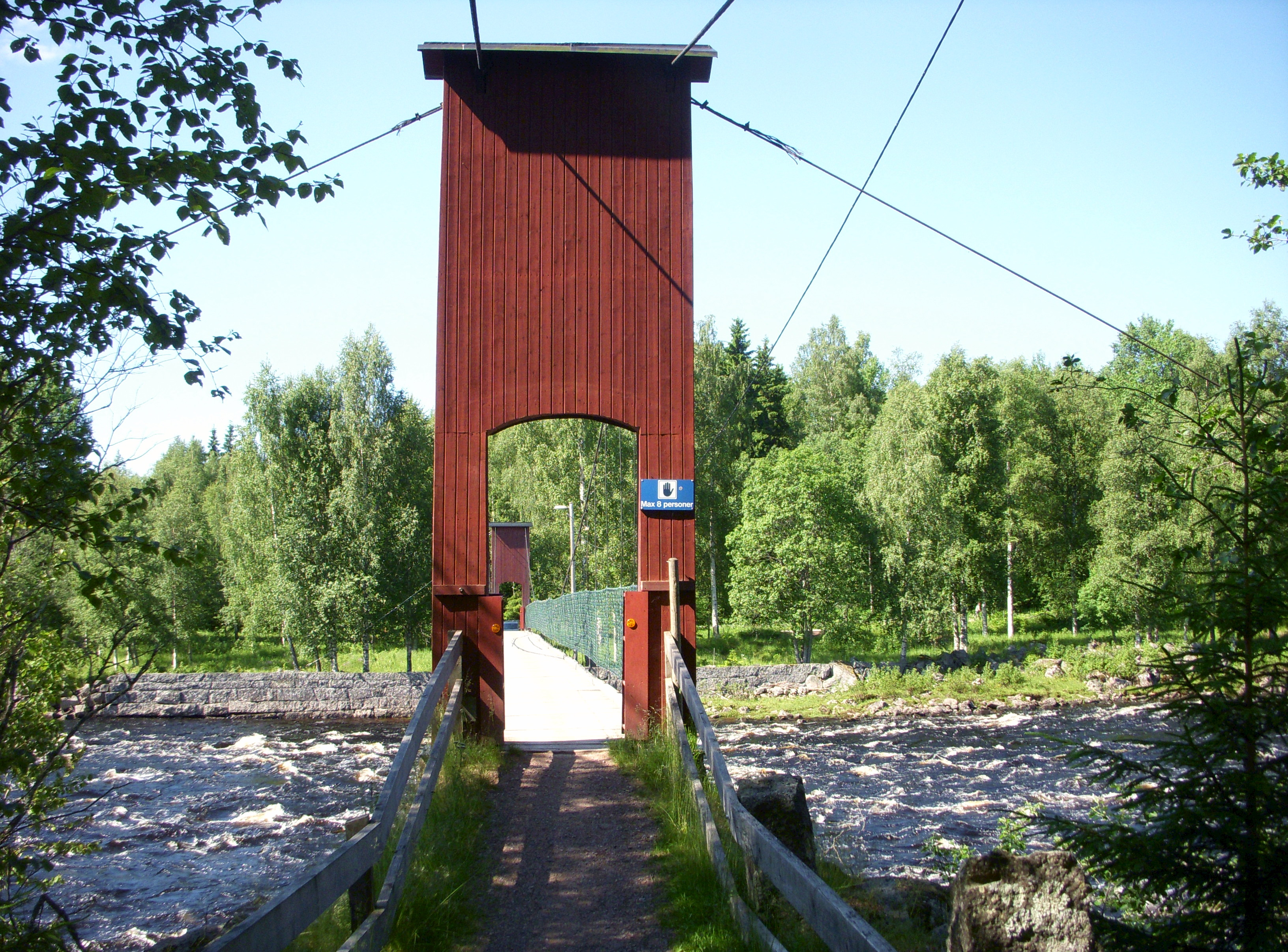
"Gungbrona" vid Dala-Floda